# Roman Zydorczak
Roman Zydorczak (ur. 3 sierpnia 1926 w Ostrowie Wielkopolskim, zm. 19 marca 1955 tamże) – polski pilot szybowcowy. Brat Henryka Zydorczaka.

## Osiągnięcia sportowe
- Diamentowa Odznaka Szybowcowa nr 17 (na świecie) zdobyta dn. 26.06.1953 r.

## Śmierć
Zginął w wypadku lotniczym podczas startu na lotnisku w Ostrowie Wielkopolskim na skutek popełnionego przez siebie błędu montażu szybowca SZD-8 Jaskółka.

## Upamiętnienie
W Ostrowie Wielkopolskim na Osiedlu Nr 10, Parcele Zacharzewskie istnieje ulica Romana i Henryka Zydorczaków.